# Khaby Lame

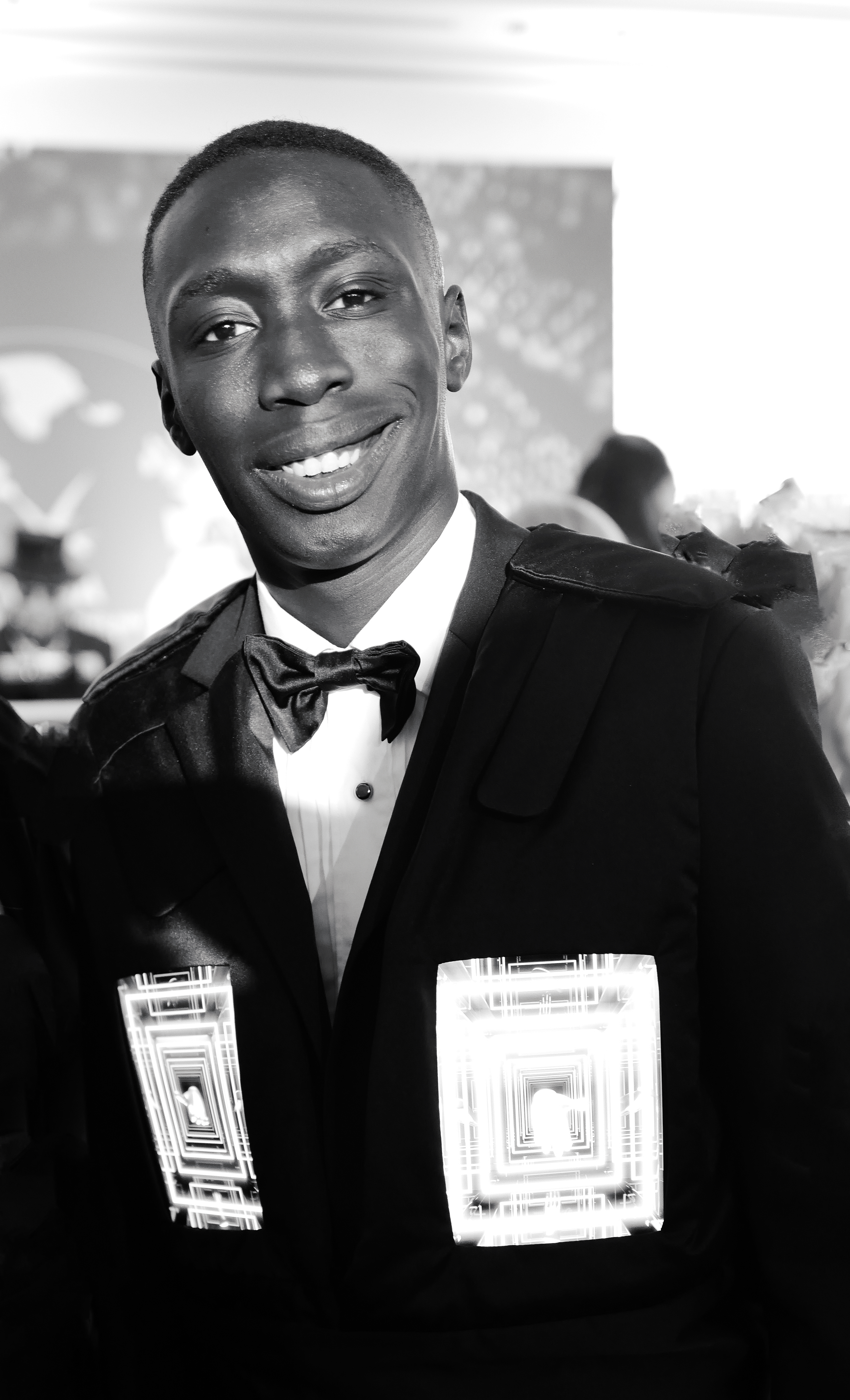
Khaby Lame (2022)

Khabane „Khaby“ Lame (* 9. März 2000 in Mbacké, Senegal) ist ein italienischer Komiker, Webvideoproduzent und Influencer senegalesischer Abstammung, der vor allem auf der Plattform TikTok aktiv ist. Er wurde für seine Kurzvideos bekannt, in denen er sich über angebliche „Lifehacks“ lustig macht und für diese deutlich einfachere und näherliegende Lösungen vorstellt. Seit dem 23. Juni 2022 ist Lames TikTok-Account @khaby.lame mit über 161 Millionen Followern (Stand: 5. Januar 2024) der weltweit größte.

## Leben und Karriere
Khabane Lame kam im Alter von einem Jahr mit seinen Eltern und seinen vier Brüdern aus dem Senegal nach Italien, wo er in ärmlichen Verhältnissen aufwuchs. Durch die Corona-Pandemie verlor Lame 2020 seinen Job in einer Luftfilterfabrik bei Turin und musste zurück in die Sozialwohnung seiner Eltern in Chivasso ziehen. Dort begann er am 15. März 2020, erste Videos auf TikTok hochzuladen. Im April 2021 wuchs sein Account innerhalb einer Woche um knapp elf Millionen Follower. Am 9. August 2021 überschritt Lames TikTok-Account als weltweit zweiter nach Charli D’Amelio die 100-Millionen-Follower-Grenze. Er ist in den „The Forbes Under 30 Europe Members Transforming Art & Culture“ gelistet.
Obwohl er seit seinem ersten Lebensjahr in Italien lebte, besaß Lame lange Zeit nicht die italienische Staatsbürgerschaft. Er gab jedoch an, „kein Stück Papier zu benötigen, um sich selbst als Italiener zu identifizieren.“ Seit August 2022 ist Lame italienischer Staatsbürger.
Lame ist Muslim und war von September 2023 bis Mai 2024 mit Wendy Thembelihle Juel verheiratet.
Am 7. Juni 2025 gab die US-Einwanderungsbehörde ICE bekannt, den Italiener auf dem Flughafen von Las Vegas im Bundesstaat Nevada wegen Einreiseverstößen festgenommen zu haben. Er hatte übersehen, dass seine elektronische Einreisegenehmigung (ESTA), die zwei Jahre lang gültig ist und mehrmaliges Einreisen in die Vereinigten Staaten ermöglicht, abgelaufen war. Von rechtsgerichteten amerikanischen Influencern wurde er daraufhin als „linksextremer Tiktoker“ und „illegaler Ausländer“ beschimpft. Lame reiste anschließend freiwillig nach Kanada aus.

## Videos
In seinen für ihn typischen Videos zeigt Lame jeweils zunächst ein Video eines anderen Webvideoproduzenten, in dem dieser einen angeblichen Lifehack vorstellt, der jedoch meist unnötig kompliziert und umständlich erscheint und/oder offenkundig gar nicht funktionieren kann. Im Anschluss daran macht Lame die offensichtliche, nächstliegende und meist einfachste Lösung für das vermeintliche Problem wortlos vor, die er dann mit seiner typischen Geste, dem Zeigen auf das fertige „Produkt“ mit den flachen Händen, kommentiert. Dabei schaut er mit einem verständnislosen, resignierten Blick in die Kamera.
Neben den Erstellern von Pseudo-Lifehack-Videos nimmt Lame aber auch häufig andere Personen auf den Arm. So „erklärte“ er beispielsweise Elisabeth II., wie man einen Kuchen richtig anschneidet oder kritisiert in einem Sketch Dokumentarfilmer, die in Afrika hungerleidende Kinder filmen, anstatt ihnen zu helfen.
Lames Videos zeigen nach Meinung einiger Beobachter den „gesunden Menschenverstand“ und sind mit einfachen Mitteln produziert, sodass sie von vielen Zuschauern als besonders authentisch wahrgenommen werden.
Durch seinen hohen Beliebtheitsgrad gibt es mittlerweile Videos, bei denen bekannte Stars mitwirken, wie z. B. Will Smith and Martin Lawrence zusammen als Bad Boys oder Naomi Campbell.

## Auszeichnungen
- 2022: World Influencers and Bloggers Award (WIBA)[23]
- 2022: About You Award in der Kategorie Idol of the Year[24]